# Lauchröden
Lauchröden is een dorp in de Duitse gemeente Gerstungen in het Wartburgkreis in Thüringen. De plaats wordt voor het eerst genoemd in  1144. De tot dan zelfstandige gemeente werd in 2004 bij Gerstungen gevoegd. 